# Metropolia kowieńska
Metropolia kowieńska – jedna z 2 metropolii obrządku łacińskiego w Kościele katolickim na Litwie. 

## Geografia
Metropolia kowieńska obejmuje swoim zachodnią część kraju.

## Historia
4 kwietnia 1926 r. papież Pius XI konstytucją apostolską dokonał reorganizacji diecezji na Litwie tworząc metropolię litewską, której stolicą została ówczesne miasto stołeczne – Kowno. Obejmowała ona obszar całej Litwy. 
Kolejnej zmiany dokonał papież Jan Paweł II w 1991 r.  po uzyskaniu ponownej niepodległości przez Litwę i uregulowaniu spraw związanych z granicami z sąsiadami. Dokonano korekty granic między metropolią litewską, która została przemianowana na kowieńską a metropolią wileńską. Ostatniej zmiany dokonano w 1997, kiedy erygowano nową diecezję w Szawlach, która została sufraganią metropolii kowieńskiej.

## Podział administracyjny
1. Archidiecezja kowieńska
2. Diecezja szawelska
3. Diecezja telszańska
4. Diecezja wiłkowyska

## Metropolici
- 1926–1959 – abp Juozapas Skvireckas
- 1959–1989 – wakat
- 1989–1996 – kard. Vincentas Sladkevičius
- 1996–2015 – kard. Sigitas Tamkevičius
- 2015–2019 – abp Lionginas Virbalas
- od 2020 - abp Kęstutis Kėvalas